# Сили
Сили (на френски: Silly) е селище в Югозападна Белгия, окръг Соани на провинция Ено. Населението му е около 8000 души (2006).